# Knullar fiskar?
Knullar fiskar? (tyska: Fickende Fische)  är en tysk film av Almut Getto från 2002.

## Handling
16-årige Jan är på väg till skolan när Nina kör rakt in i honom på sina inlines. Han faller hårt mot trottoaren och ambulans måste tillkallas. När Jan förstår att han fått ett blödande sår i huvudet, viskar han i örat på sjukskötaren att han är HIV-positiv. Så börjar historien om Nina och Jan, en berättelse om trevande ungdomskärlek, hon som väntar på att livet äntligen ska börja och han som vet att det kan ta slut när som helst. Filmen skildrar livet i det dåvarande tyska samhället och det är då den stora frågan kommer upp: "Knullar fiskar?" 

## Rollista
- Tino Mewes - Jan
- Sophie Rogall - Nina
- Hans Martin Stier - Hanno (som Hans-Martin Stier)
- Annette Uhlen - Lena
- Ferdinand Dux - Opa
- Ellen Ten Damme - Caro (som Ellen ten Damme)
- Jürgen Tonkel - Wolf
- Angelika Milster - Angel